# Culinary Medicine
Culinary Medicine kombiniert Ernährungsmedizin, Ernährungswissenschaft und Psychologie mit praktischer Kulinarik. Das Lehrformat von Culinary Medicine sind spezielle Kochkurse („Teaching Kitchen“) für Medizinstudierende bzw. Ärzte, die evidenzbasierte klinische Bezüge haben. US-Studiendaten zeigen, dass das innovative Lehrformat einer Teaching Kitchen zu einer Verbesserung der Beratungskompetenz bei Lebensstil-assoziierten Erkrankungen in der ärztlichen Praxis führt. Dies ist für die ärztliche Tätigkeit von erheblicher Bedeutung, da die Prävalenz derartiger Erkrankungen stetig zunimmt.
Ärztliches Fachpersonal erlernt bei Culinary Medicine zum einen die Grundlagen klinischer Ernährung. Es erfährt gleichzeitig, wie Patienten auf der Grundlage von natürlichen Lebensmitteln, praktischen Kochfertigkeiten und attraktiven Rezepten motiviert werden können, ein gesünderes Leben zu führen (Salutogenese). Ärzte sind dafür prädestiniert, da sie von Patienten als vertrauenswürdigste Quelle für Gesundheitsinformationen angesehen werden. Darüber hinaus stehen bei Culinary Medicine die Prinzipien eines nachhaltigen und ressourcenschonenden Umgangs mit Lebensmitteln im Fokus (SDGs).
Da der Begriff Ernährungsmedizin vor allem die praktischen lebensweltbezogenen Aspekte nicht hinreichend abbildet, wurde im angelsächsischen Sprachraum der Begriff Culinary Medicine geprägt.
Das neue Lehrformat ergänzt Ernährungsmedizin somit synergistisch durch Stärkung der lebensweltbezogenen ärztlichen Beratungskompetenz. Gleichzeitig wird die Zusammenarbeit mit Ernährungsfachkräften gefördert, die den ärztlich initiierten Therapieprozess nachfolgend z. B. in Form einer personalisierten Ernährungsberatung unterstützen.
Bei Culinary Medicine geht es nicht darum, strenge Regeln einzuhalten und Verzicht zu üben. Es ist vielmehr wichtig, ein gesundes Mittelmaß zu finden und das Bewusstsein und die Selbstwirksamkeit im Sinne des Salutogenese-Ansatzes von Antonovsky für die eigene Ernährung zu stärken – dann kann gesunde Ernährung zu einem umsetzbaren, genussfreundlichen Lebensprinzip werden (Ellrott & Neumann 2020).
Genuss und Gesundheit werden bei Culinary Medicine ausdrücklich synergistisch und nicht als Gegensätze verstanden.

## Geschichte
In den Vereinigten Staaten wird Culinary Medicine nach dem Curriculum „Health meets Food“ des Goldring Center for Culinary Medicine an der Tulane University bereits an mehr als 60 Medical Schools im Rahmen des Medizinstudiums gelehrt (Chae, Ansa, & Smith, 2017; Monlezun et al., 2015; Nicosia, R. Lanzoni, L. & Eisenberg, 2017; Polak et al., 2016; Vanderpool, 2019), auch an Universitäten der Ivy League.
In Deutschland wurde Culinary Medicine ab September 2019 durch das Institut für Ernährungspsychologie an der Georg-August-Universität Göttingen, Universitätsmedizin und Culinary Medicine Deutschland e.V. (vormals CookUOS e.V.) von Thomas Ellrott und Uwe Neumann unter Verwendung des CookUOS-Portfolios „Küche-Kochen-Kompetenz“ entwickelt und auf die Bedarfe der Ernährungsmedizin skaliert und zum Wintersemester 2020/2021 erstmalig pilotiert. Die Wirksamkeit wurde in einer Evaluationsstudie belegt und im Oktober 2023 publiziert. Unabhängig vom Unterrichtsformat wirken Culinary Medicine-Kurse der unzureichenden und unterbewerteten Ernährungsbildung für Medizinstudenten entgegen und befähigen Fachkräfte des Gesundheitswesens, ernährungsbedingte Krankheiten angemessen zu behandeln.

## Durchführung
Das Göttinger Modell Culinary Medicine wurde als Wahl-Pflichtfach mit 28 Lehrveranstaltungsstunden (LVS) für das Medizinstudium in Deutschland entwickelt. Studierende der Medizin im klinischen Abschnitt des Studiums erlernen in 7 Modulen bzw. Kochkursen à 4 LVS zum einen die theoretischen Grundlagen klinischer Ernährung auf Basis des 2019 veröffentlichten wissenschaftlichen Konsensuspapiers „Leitfaden Ernährungstherapie in Klinik und Praxis (LEKuP)“.  Zum anderen erfahren sie gleichzeitig, wie sie ihre Patienten auf der Grundlage von natürlichen Lebensmitteln, praktischen Kochfertigkeiten und attraktiven Rezepten, gemäß den Empfehlungen der Deutschen Gesellschaft für Ernährung, motivieren können, ein gesünderes Leben zu führen und zu mehr Wohlbefinden zu gelangen (Salutogenese).

### Indikationsbezogene Module von Culinary Medicine (Göttinger Modell – Klinik)
1. Vollkostformen/gesunde Ernährung (inkl. Prävention)
2. Mangelernährung
3. Ernährungstherapie bei Stoffwechsel und Herz-Kreislauf-Krankheiten I
4. Ernährungstherapie bei Stoffwechsel und Herz-Kreislauf-Krankheiten II
5. Ernährungstherapie bei gastroenterologischen Erkrankungen
6. Ernährungstherapie bei Nierenkrankheiten und Harnsteinen
7. Ernährungstherapie bei entzündlich-rheumatischen, orthopädischen und neurologischen Krankheiten

Die praktischen Kochkurse in Form einer „Teaching Kitchen“ haben einen direkten Bezug zu den im evidenzbasierten Leitfaden Ernährungstherapie in Klinik und Praxis (LEKuP) veröffentlichten Indikationsgruppen und Kostformen und werden durch passende Fallbeispiele ergänzt.

### Präventionsbezogene Module von Culinary Medicine (Göttinger Modell – Vorklinik)
1. Vollkostformen/gesunde Ernährung (besonderer Schwerpunkt Prävention)
2. Makronährstoffe
3. Mikronährstoffe
4. Darm – Mikrobiom: Prä- und Probiotika
5. Hunger- und Sättigungshomöostase
6. Neue Ernährungsempfehlungen der DGE
7. Klimawirkung von Lebensmitteln
8. Nachhaltige Ernährung im Alltag
9. Ernährungsstile – Abgrenzung, Pros & Cons
10. Pflanzenbetonte Ernährung
11. Zutatenliste, Nährwertinfos, Nutri-Score, Food-Labeling
12. Genuss, Tischkultur & soziale Gesundheit

Die praktischen Kochkurse in Form einer „Teaching Kitchen“ haben einen direkten Bezug zu den von der Deutschen Gesellschaft für Ernährung (DGE) im März 2024 neu herausgegebenen Food Based Dietary Guidelines (FBDG) und der Planetary Health Diet (PHD).

#### Präsenzkurse
Am Anfang eines jeden Kurstages gibt es eine theoretische Einführung in Form einer interaktiven Präsentation. Diese führt in das jeweilige Themengebiet ein und informiert darüber, auf welche ernährungsmedizinischen Aspekte es bei dieser Indikation ankommt. Im praktischen Teil bereiten die Studierenden in der Lehrküche dann dazu passende Rezepte analog eines Fallbeispiels selbst zu. Dabei werden sie von erfahrenen und geschulten Köchen und Tutoren begleitet und erhalten darüber hinaus praktische Tipps zu Zubereitungsvariationen, Garmethoden und erwerben grundlegende, ressourcenschonende Zubereitungs- und Kochkenntnisse. Dazu gehören auch relevante Informationen zu einem nachhaltigen Ernährungsstil im Sinne der Planetary Health Diet und ergänzend zur Esskultur. Abschließend essen die Teilnehmer die Gerichte gemeinsam und tauschen sich u. a. darüber aus, was sich an den Rezepten noch mit welchem kulinarischen und nutritiven Effekt variieren ließe. Der Kurs findet in einer geeigneten Lehrküche, je nach räumlicher Kapazität, mit 12 bis max. 18 Studierenden statt. Aufgrund der Corona-Pandemie und den Abstandsgeboten wurden die Kurse in Göttingen ab Wintersemester 2020/2021 unter Einhaltung strenge Hygieneauflagen mit nur sechs Teilnehmern gestartet. Die ersten Vorkurse im Wintersemester 2019/2020 konnten noch kurz vor Beginn der Pandemie im regulären Präsenz-Format durchgeführt werden.
Seit Sommersemester 2022 werden die Präsenzkurse im Inverted Classroom (Flipped Classroom)-Format mit vorgeschalteten ILIAS-Lernmodulen angeboten. Speziell abgewandelte Culinary Medicine Kurse gibt es erstmalig in Deutschland seit Sommersemester 2022 auch im Rahmen des Studium generale an der Universität Göttingen für alle Studierenden als Schlüsselqualifikation. Dabei liegt der thematische Fokus auf der Planetary Health Diet der EAT-Lancet Kommission.
Seit dem Sommersemester 2024 wird, erstmals in Deutschland, ein speziell für die Studierenden im vorklinischen Abschnitt ihres Studium skaliertes Kursformat angeboten. Das Lehrformat ist ein interaktiver Kochkurs, der auf aktuellen evidenzbasierten Empfehlungen basiert. In 28 Lehrveranstaltungsstunden werden das theoretisch erarbeitete Wissen und die daraus abgeleiteten präventiven und/oder therapeutischen Maßnahmen in Form von angepassten Rezepten praktisch zusammengeführt. Gleichzeitig wird die interprofessionelle Kooperation mit Ernährungsfachberufen gefördert und besonders die Bedeutung der Planetary Health Diet (PHD) und der neuen Food Based Dietary Guidelines (FBDG) der Deutschen Gesellschaft für Ernährung (DGE) vom März 2024 für eine gesundheitsförderliche Ernährung unter Einbeziehung von Ressourcenschonung und Tierwohl thematisch eingebunden.

#### Online-Kurse
Die Culinary Medicine-Kurse wurden in der Zeit von November 2021 bis zum Ende des Wintersemesters 2021/2022 aufgrund der COVID-19-Pandemie und der damit verbundenen Einschränkungen deutschlandweit erstmals als digitale Online-Kurse als Wahlpflichtfach im klinischen Abschnitt des Humanmedizin-Studiums angeboten. Die Kursteilnehmer sind dazu über eine Videokonferenz-Software mit der Lehrküche und den Lehrenden in der Lehrküche (Teaching Kitchen) verbunden und kochen interaktiv die zuvor ausgewählten Rezepte in ihrer eigenen Küche mit. Zu Beginn steht ebenfalls die theoretische Einführungspräsentation auf dem Programm. Durch die Beschränkung der Teilnehmerzahl für den Online-Kochkurs auf 12 bis 16 Teilnehmer bleibt das interaktive Setting größtmöglich erhalten und sichert so den notwendigen fachlich-theoretischen Austausch zwischen Lehrenden und Lernenden.